# Hibiscus elegans
Hibiscus elegans är en malvaväxtart som beskrevs av Standley. Hibiscus elegans ingår i Hibiskussläktet som ingår i familjen malvaväxter. Inga underarter finns listade i Catalogue of Life.